# Viyella
Le Viyella est un tissu pour chemise inventé en 1890 par Henry Ernest Hollins dont la composition se répartit en 55 % de laine mérinos et 45 % de coton à longues fibres. Il est utilisé principalement pour les chemises de la marque Tattersallcheck.

## Note
1. ↑  Bernard Roetzel, L'Éternel Masculin, éd. Könneman, 1999.